# Козак Тарас Євгенович
Тара́с Євге́нович Козак — прапорщик Збройних сил України, учасник російсько-української війни.

## З життєпису
Військовослужбовець 15-го окремого гірсько-піхотного батальйону.
З дружиною, донькою та сином проживають в Ужгороді.

## Нагороди
19 липня 2014 року — за особисту мужність і героїзм, виявлені у захисті державного суверенітету та територіальної цілісності України, вірність військовій присязі під час російсько-української війни, відзначений — нагороджений орденом «За мужність» III ступеня.